# Provincia di Espaillat
Espaillat è una delle 32 province della Repubblica Dominicana. Il suo capoluogo è Moca.

## Geografia antropica

### Suddivisioni amministrative
La provincia si suddivide in 4 comuni e 11 distretti municipali (distrito municipal - D.M.):
- Gaspar Hernández
- Moca
- Jamao al Norte
- Cayetano Germosén